# Chondrina avenacea
Haverkorrelslak (Chondrina avenacea) is een slakkensoort uit de familie van de Chondrinidae. De wetenschappelijke naam van de soort is voor het eerst geldig gepubliceerd in 1792 door Bruguiere.